# Oronzio Gabriele Costa
Oronzio Gabriele Costa ([orontsjo ɡabrjele ˈkɔsta], wym. ˈkostaˈ; ur. 26 sierpnia 1787 w Alessano, zm. 7 listopada 1867 w Neapolu) – włoski lekarz, zoolog i polityk.
W nomenklaturze zoologicznej stosuje się skrót Costa (O.G. Costa) przy oznaczeniu taksonu opisanego przez Oronzia Gabriela Costę, np. Dactylopius coccus Costa.

## Biografia
Oronzio Costa urodził się w rodzinie Domenico i Vity Manieri w Alessano 26 sierpnia 1787 roku. Najpierw uczył się w Lecce. Od 1808 roku mieszkał w Neapolu, gdzie ukończył studia medyczne. Praktykę lekarską rozpoczął w Lecce. Stworzył prywatną kolekcję minerałów i skamieniałości. Zaczął prowadzić darmowe wykłady dla zainteresowanych. W 1813 roku został zatrudniony jako nauczyciel fizyki i chemii w Kolegium Królewskim w Lecce (wł. Reale Collegio). Za tę pracę nie pobierał wynagrodzenia. W 1824 roku przeniósł się do Neapolu, gdzie rozpoczął współpracę z państwowymi i prywatnymi instytucjami naukowymi (m.in. Accademia Pontaniana). W latach 1827–1839 odbył szereg wypraw naukowych po Południowych Włoszech. W 1831 roku Costa był członkiem delegacji prowadzącej w Wiedniu obserwacje i badania w związku z epidemią cholery. W 1836 został profesorem Uniwersytetu w Neapolu.
Naukowiec udostępniał studentom własne zbiory, organizował wyprawy do Francji i Szwajcarii. Obserwacje przyrodnicze zaczęli prowadzić również dwaj jego synowie: Achille i Giuseppe. W 1849 został pozbawiony katedry uniwersyteckiej. Prowadził nadal badania w oparciu o własne zbiory i obserwacje. Po przyłączeniu Neapolu do Królestwa Włoch był ponownie związany z uniwersytetem jako emerytowany profesor. Został wybrany do włoskiej Izby Deputowanych, w której zasiadał w latach 1861–1865. Zmarł w Neapolu 7 listopada 1867 roku.

## Niektóre dzieła
- Fauna Vesuviana (1827).
- Fauna di Aspromonte (1828).
- Fauna del Regno di Napoli ossia enumerazione di tutti gli animali che abitano le diverse regioni di questo regno ..., 16 tomów, Neapol, Torchi del Tramater, 1832–1836. (kontynuował syn Achille[4])
- Paleontologia del Regno di Napoli contenente la descrizione e figura di tutti gli avanzi organici fossili racchiusi nel suolo di questo regno, 3 tomy, Neapol, 1857–1863;
- Vocabolario zoologico comprendente le voci volgari con cui in Napoli e in altre contrade del Regno appellansi animali o parti di essi, con la sinonimia scientifica ed italiana, Neapol, 1846.

## Niektóre taksony opisane przez Costę
- Dactylopius Costa 1829 – rodzaj pluskwiaków z rodziny Dactylopiidae
- Acinipe calabra Costa 1828 – owad z rzędu Orthoptera
- Alburnus albidus Costa 1838 – ryba z rodziny Cyprinidae
- Cyclosa insulana Costa 1834 – pająk z rodziny Araneidae
- Dactylopius coccus Costa 1835 – pluskwiak z rodziny Dactylopiidae
- Himacerus mirmicoides Costa 1834 – pluskwiak z rodziny Nabidae
- Nemesia meridionalis Costa 1835 – pająk z rodziny Nemesiidae
- Prionotropis appula Costa 1836 – owad z rodziny Pamphagidae
- Clinidium canaliculatum Costa 1839 – owad z rodziny Rhysodidae

## Taksony nazwane na cześć Costy
- Alpaida costai Levi 1988 – pająk z rodziny Araneidae
- Esunculus costai Kaup 1856 – synonim Albula vulpes Linnaeus 1758, ryba z rodziny Albulidae
- Italopodisma costai Targioni-Tozzetti 1881 – owad z rodziny Acrididae